# Abronia macrocarpa
Abronia macrocarpa är en underblomsväxtart som beskrevs av L.A.Galloway. Abronia macrocarpa ingår i släktet Abronia och familjen underblomsväxter. Inga underarter finns listade i Catalogue of Life.